# Рекреативо
Реал Клуб Рекреативо де Уелва (на испански: Real Club Recreativo de Huelva, S. A. D.) е испански футболен отбор от Уелва (на испански Huelva), автономна област Андалусия.
Основан е на 23 декември 1889 г. Това го прави най-стария футболен клуб в Испания. Отборът играе мачовете си на стадион „Nuevo Colombino“, който има капацитет от 19 860 места.

## Статистика
През сезон 2005-06 Рекреативо печели промоция в елита. Същата година в Примера Дивисион завършва на 8-о място с актив от 54 точки. Сред победите на отбора са тази срещу Реал Мадрид с 3:0 и срещу Валенсия с 2:0.

## Успехи
- Финалист Купа на Краля 2003 г.

## Известни бивши футболисти
- Луис Арагонес
- Жоазиньо
- Мануел Алмуния
- Мартин Касерес
- Куро Торес

- Антонио Валенсия

- Санти Касорла